# Agate (fusée)
 (août 2025).
Si vous disposez d'ouvrages ou d'articles de référence ou si vous connaissez des sites web de qualité traitant du thème abordé ici, merci de compléter l'article en donnant les références utiles à sa vérifiabilité et en les liant à la section « Notes et références ».
Pour les articles homonymes, voir Agate (homonymie).
VE 110 «Agate»
La VE 110 Agate (initialement Aigle II, en référence à la fusée Aigle à laquelle elle succède), aussi désignée plus simplement par Agate, est une fusée expérimentale française, développée par la Société d'étude et de réalisation d'engins balistiques (SEREB) pour le programme des « Études balistiques de base » (EBB), dit des « Pierres Précieuses », pour les tests de la case à équipements destinée aux fusées expérimentales suivantes. Elle poursuit les mêmes objectifs que la fusée Aigle. Son nom de code provient de Véhicule Expérimental à 1 étage, à propulsion solide (code 1), non-piloté (code 0).

## Histoire
En 1961, la France, précisément, le SEREB, entame le début du projet « Études balistiques de base » (EBB), dits des « Pierres précieuses », consistant à mettre au point le missile S2 et le lanceur Diamant. Le développement industriel est confié au deux sociétés Nord-Aviation et Sud-Aviation. Entre 1961 et 1965, la France possède toutes les connaissances nécessaires pour la réalisation d’un missile à longue portée ainsi que d’un lanceur de satellite. Plusieurs fusées expérimentales sont conçues, permettant de mettre au point séparément un ou plusieurs équipements. La VE 9 est conçue comme objectif de tester la récupération d’ogives massives, de plus de 300 kg. Par la suite, l’étage se fait installer un moteur-fusée (SEPR 737) plus puissant que son prédécesseur, ce qui aboutit à la VE 10 Aigle. Par la suite, l’étage change de volume et le moteur-fusée passe au NA 801, ce qui donne l'Agate. Il a comme objectif de tester l’ogive pour le bon déroulement de mission sur les autres fusées expérimentales, qui seront les Émeraude, Topaze et Saphir. Une version "RR" fut conçue pour la récupération de l’ogive en mer. Il lèguera son premier étage au VE 210 Rubis.

## Caractéristique technique
La fusée possède une masse totale de 3 200 kg, et possède comme dimensions 8,53 mètres par 0,8 mètre. Elle possède un unique étage à ergols solides, de 4,95 mètres de hauteur pour 0,8 mètre de diamètre. Elle dispose d'un moteur-fusée, nommé Type NA 801, générant une poussée de 190 kN au sol, et une durée de fonctionnement de 18 secondes. L’étage est surmonté d’une case à équipements de 60 kg et d’une ogive provenant du VE 9 de 65 kg, contenant les instruments de mesures et de télémesures, installés en fonction de l’objectif de la mission.

## Lancements
Au total, 8 lancements ont eu lieu à Bacchus, sauf pour les deux derniers, qui ont décollé à Brigitte, et aucun échec n'a eu lieu. Les premiers 4 tirs en version "E" permettent de qualifier le moteur-fusée, les séquences de séparation de l’ogive et de la case équipements, diverses procédures d'acquisition, et la récupération de l’ogive et la case à équipements. 2 autres tirs en version "F" qualifièrent la version définitive.
| Résultat | Résultat | Résultat | Vol n° | Date de lancement (UTC) | Base de lancement | Modèle | Objectifs | Récupération |
| -------- | -------- | -------- | ------ | ----------------------- | ----------------- | ------ | --- | ------------ |
|          | ✓        |          | 1      | 3 juin 1961             | Bacchus           | E      | Qualification propulsion, séquences de séparation ogive et case équipements, procédures d'acquisition télémesures, radar et récupération case et ogive. | Case-Ogive   |
|          | ✓        |          | 2      | 7 juin 1961             | Bacchus           | E      | Qualification propulsion, séquences de séparation ogive et case équipements, procédures d'acquisition télémesures, radar et récupération case et ogive. | Case-Ogive   |
|          | ✓        |          | 3      | 13 novembre 1961        | Bacchus           | E      | Qualification propulsion, séquences de séparation ogive et case équipements, procédures d'acquisition télémesures, radar et récupération case et ogive. | Case-Ogive   |
|          | ✓        |          | 4      | 17 novembre 1961        | Bacchus           | E      | Qualification propulsion, séquences de séparation ogive et case équipements, procédures d'acquisition télémesures, radar et récupération case et ogive. | Case-Ogive   |
|          | ✓        |          | 5      | 19 mars 1962            | Bacchus           | F      | Qualification version définitive. | Case-Ogive   |
|          | ✓        |          | 6      | 23 mars 1962            | Bacchus           | F      | Qualification version définitive. | Case-Ogive   |
|          | ✓        |          | 7      | 18 mai 1963             | Brigitte          | H      | Validation des nouvelles installation du champ de tir.                                                                                                  | Case-Ogive   |
|          | ✓        |          | 8      | 21 mai 1963             | Brigitte          | H      | Validation des nouvelles installation du champ de tir.                                                                                                  | Case-Ogive   |